# Matzen-Raggendorf
Matzen-Raggendorf osztrák mezőváros Alsó-Ausztria Gänserndorfi járásában. 2020 januárjában 2788 lakosa volt. 

## Elhelyezkedése

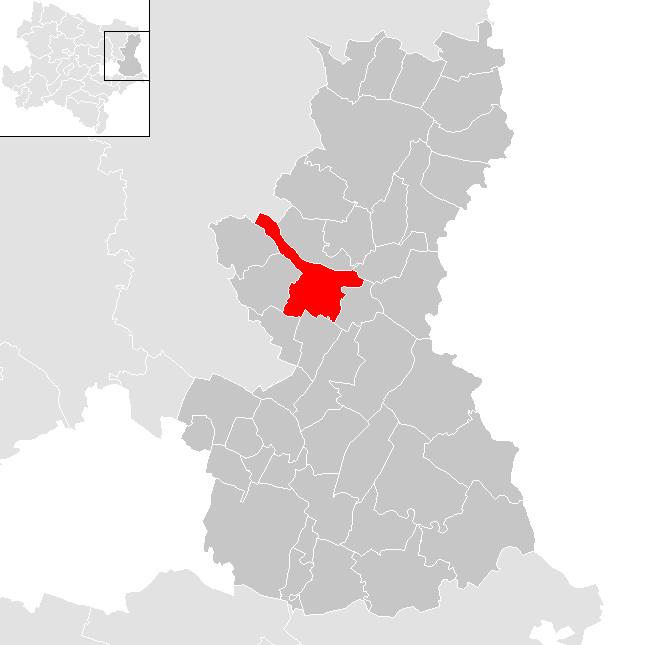
Matzen-Raggendorf a Gänserndorfi járásban

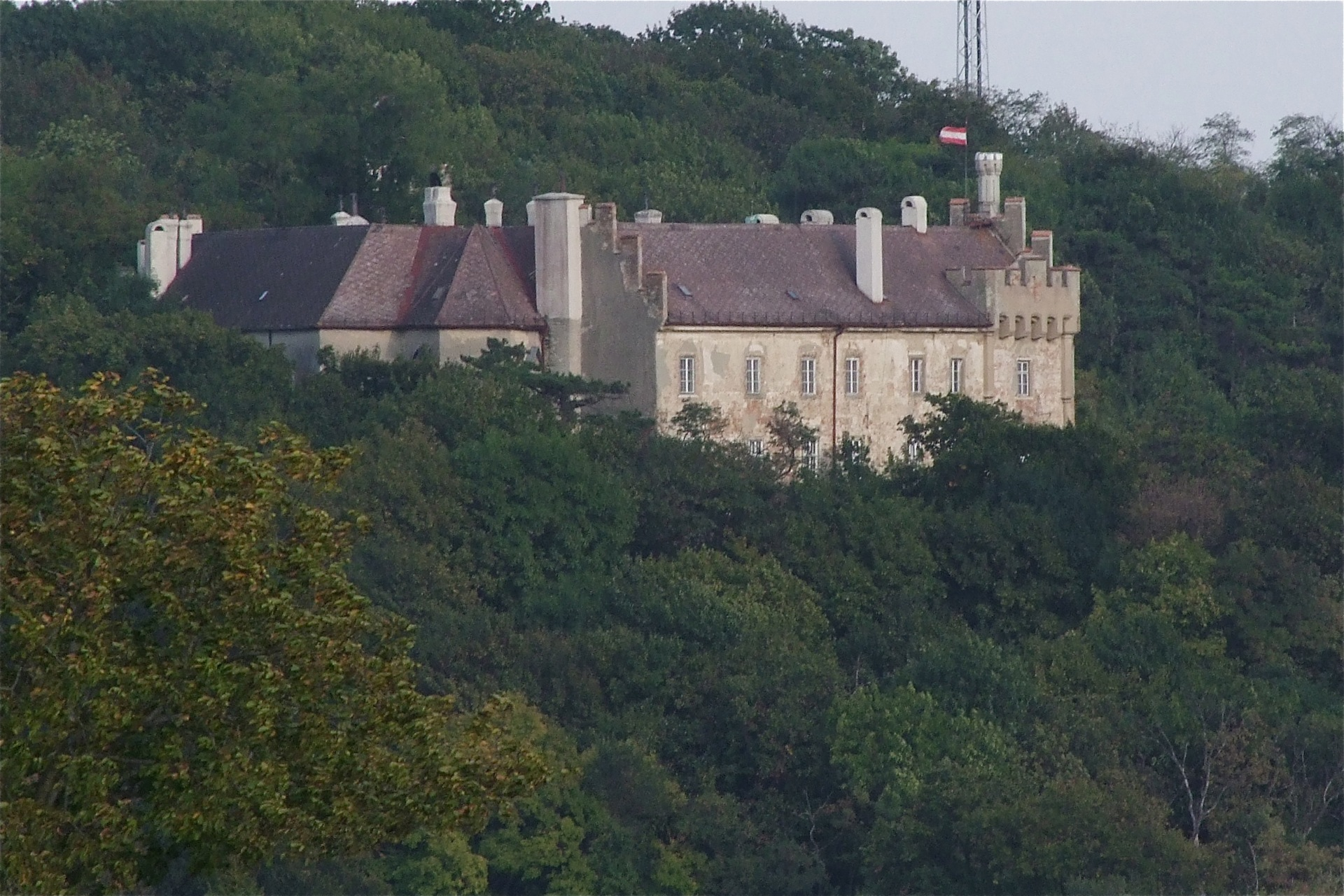
A matzeni kastély

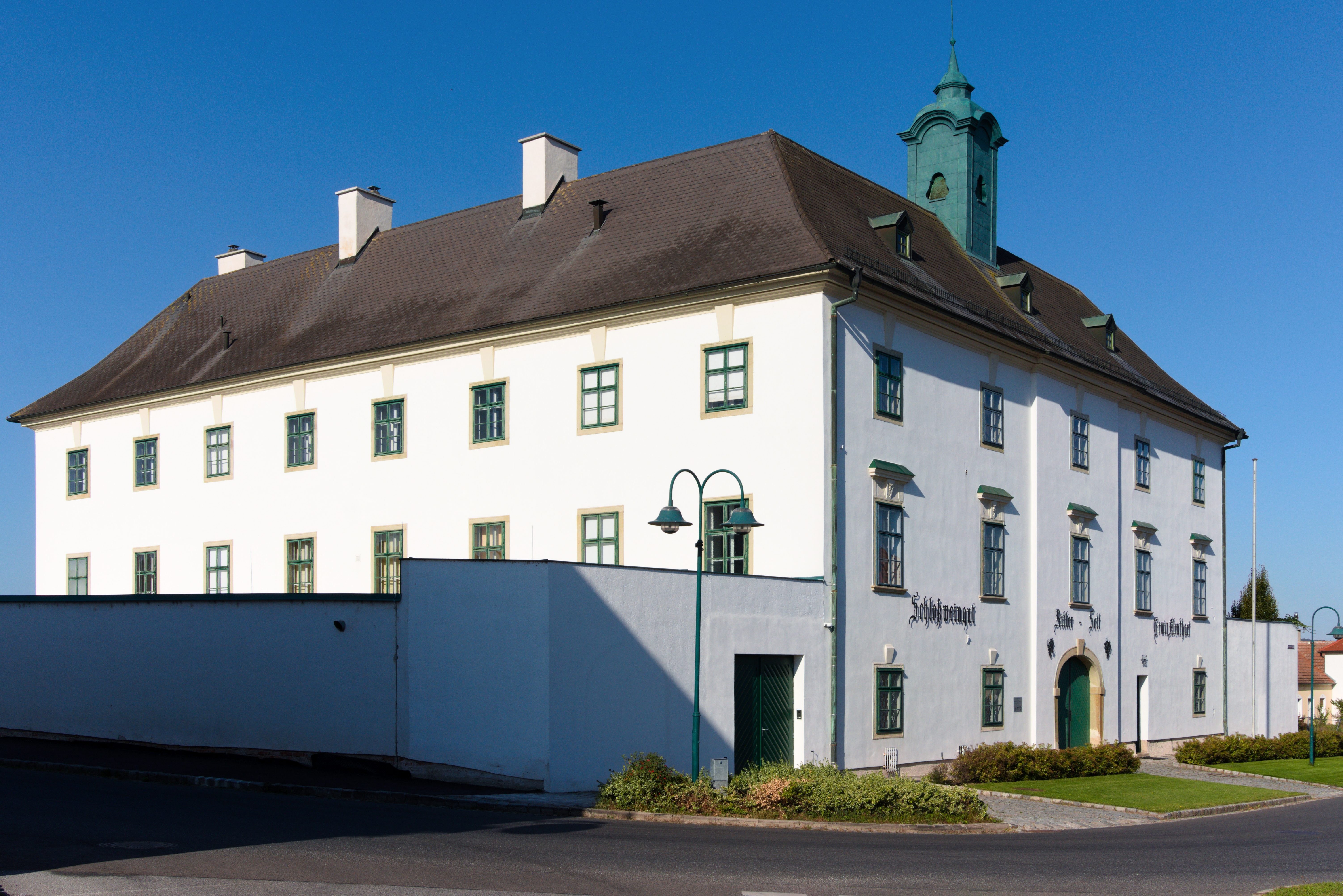
A raggendorfi kastély

Matzen-Raggendorf a tartomány Weinviertel régiójában fekszik a Weinvierteli-dombság és a Morva-mező között, kb. 35 km-re északkeletre Bécstől. A térség jelentős kőolaj- és földgáztartalékokkal rendelkezik, közülük Közép-Európa legnagyobb folytonos olajmezejét, a Matzeni-mezőt a településről nevezték el. Matzen vörösbortermeléséről is ismert. Területének 33,5%-a erdő, 52,3% áll mezőgazdasági művelés alatt. Az önkormányzat 3 települést egyesít: Klein-Harras (359 lakos 2020-ban), Matzen (1818) és Raggendorf (611).  
A környező önkormányzatok: északra Hohenruppersdorf, északkeletre Ebenthal, keletre Prottes, délre Schönkirchen-Reyersdorf, délnyugatra Auersthal, keletre Groß-Schweinbarth és Bad Pirawarth, északnyugatra Gaweinstal.  

## Története
Matzent először 1194-ben említik egy bizonyos Liucardis de Mocen nevében. A vár és a falu a Mazon család tulajdona volt, de 1387-ben már III. Albert herceg birtokaként jegyezték. Ezt követően gyakran váltott tulajdonost, 1551-ben a Herbersteineké, 1629-ben a Fünfkircheneké lett. 1700 körül a Kinskyk örökölték meg, tőlük pedig a Paul grófokhoz került, akik 1931-ig birtokolták a kastélyt (amelyet a Kinskyk 1827-ben Tudor stílusban átépítettek). Matzen sokáig Großrussbach, majd Groß-Schweinbarth egyházközségéhez tartozott, csak 1784-ben vált önállóvá. Mezővárosi jogait Mátyás császártól kapta 1615-ben.  
A matzeni olajmezőt az 1930-as években kezdték feltárni, de a második világháború kitörése félbeszakította a műveleteket. 1949-ben három kút kezdte meg a termelést, amelynek kétharmada évekig háborús jóvátételként a Szovjetunióhoz került. AZ 1903-ban megnyitott vasútállomást a vasútvonal megszüntetése miatt 2019-ben bezárták. 
Az addig különálló Matzen, Raggendorf és Klein-Harras 1971-ben egyesült Matzen-Raggendorf néven.

## Lakosság
A matzen-raggendorfi önkormányzat területén 2020 januárjában 2788 fő élt. A lakosságszám 1981 óta enyhén gyarapodó tendenciát mutat. 2018-ban az ittlakók 89,1%-a volt osztrák állampolgár; a külföldiek közül 1% a régi (2004 előtti), 3% az új EU-tagállamokból érkezett. 6,2% a volt Jugoszlávia (Szlovénia és Horvátország nélkül) vagy Törökország, 0,7% egyéb országok polgára volt. 2001-ben a lakosok 81,5%-a római katolikusnak, 1,8% evangélikusnak, 7,1% mohamedánnak, 7,4% pedig felekezeten kívülinek vallotta magát. Ugyanekkor 2 magyar élt a mezővárosban; a legnagyobb nemzetiségi csoportokat a német (90,2%) mellett a törökök (3,9%) és a szerbek (1,1%) alkották. 
A népesség változása:

| 2016 | 2 796 |
| 2018 | 2 794 |

## Látnivalók
- a matzeni kastély
- a raggendorfi kastély

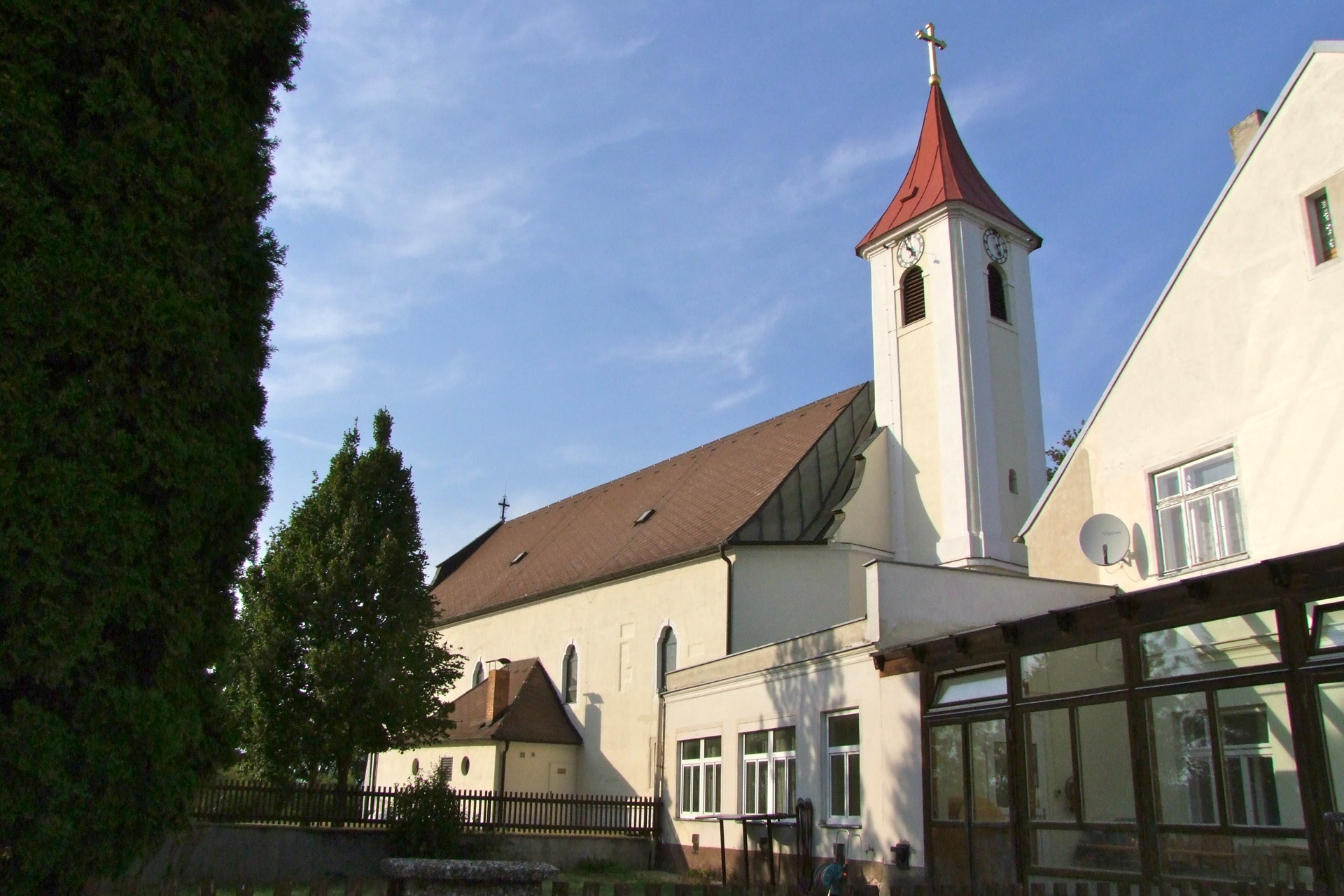
A raggendorfi Szt. Agapitus-templom

- a matzeni Szt. Leonhard-plébániatemplom
- a klein-harrasi Szt. Fülöp és Jakab-plébániatemplom
- a raggenfordi Szt. Agapitus-plébániatemplom

## Testvértelepülések
- Brixlegg, (Ausztria)

## Fordítás
- Ez a szócikk részben vagy egészben  a   Matzen-Raggendorf című német Wikipédia-szócikk ezen változatának fordításán alapul.  Az eredeti cikk szerkesztőit annak laptörténete sorolja fel. Ez a jelzés csupán a megfogalmazás eredetét és a szerzői jogokat jelzi, nem szolgál a cikkben szereplő információk forrásmegjelöléseként.